# Li Minhua
Pour les articles homonymes, voir Li.
Li Minhua (chinois : 李敏华 ; 2 novembre 1917 - 19 janvier 2013), également connue sous le nom de Minghua Lee Wu,, est une ingénieure et physicienne aérospatiale chinoise experte en mécanique des solides. Première femme à obtenir un doctorat en génie mécanique du Massachusetts Institute of Technology, elle est l'une des fondatrices de l'Institut de mécanique de l'Académie chinoise des sciences (CAS) dont elle est élue académicienne en 1980.  

## Enfance et éducation
Li Minhua naît le 2 novembre 1917 dans le comté de Wu (aujourd'hui Suzhou), Jiangsu, en Chine. Elle est diplômée de l'école de filles Wu Pen à Shanghai et est admise à l'université Tsinghua en 1935. Après le déclenchement de la seconde guerre sino-japonaise en 1937, Tsinghua et plusieurs autres universités évacuent Pékin et sont déplacées vers le sud jusqu'à Kunming, dans la province du Yunnan, où elles joignent leurs ressources réduites pour former l'université nationale associée du Sud-Ouest. Profondément touchée par l'agression japonaise, Li choisit d'étudier le génie aéronautique afin de contribuer à la défense de la Chine. Elle est parmi la première classe d'étudiants à obtenir son diplôme du département de génie aéronautique de Lianda en 1940 et devient professeur à l'université. En 1943, elle épouse Wu Zhonghua, un collègue physicien et ancien élève de Tsinghua / Lianda et membre du corps professoral. 

## Carrière aux États-Unis
En 1944, Li et son époux se rendent aux États-Unis pour étudier au Massachusetts Institute of Technology. Elle étudie le génie mécanique alors qu'il se spécialise dans le moteur à combustion interne. Elle donne naissance à deux fils et le couple s'occupe à tour de rôle de ses enfants,. Elle obtient sa maîtrise en 1945 et son ScD (équivalent PhD) en 1948, surmontant le sexisme de l'époque et devenant la première étudiante du MIT à obtenir un doctorat en génie mécanique. 
Le couple rejoint ensuite le Lewis Flight Propulsion Laboratory du National Advisory Committee for Aeronautics (NACA, le prédécesseur de la NASA) en tant que chercheurs. Li publie plusieurs rapports du NACA et est élue à la société d'honneur Sigma Xi. 
Avec le début de la guerre de Corée, les relations entre les États-Unis et la Chine deviennent tendues et le couple décide de ne plus travailler pour l'armée américaine. Ils démissionnent du NACA et deviennent professeurs à l'université polytechnique de New York en 1951. En 1954, ils retournent en Chine. Pour éviter les soupçons du gouvernement américain, la famille s'envole pour la Grande-Bretagne en août, prétextant des vacances, travers la Suisse, l'Autriche, la Tchécoslovaquie puis l'Union soviétique et arrive à Pékin à la fin de l'année. 

## Carrière en Chine
De retour en Chine, le couple est reçu par le Premier ministre Zhou Enlai. Li rejoint l'Institut de mécanique de l'Académie chinoise des sciences (CAS), créée par Qian Xuesen et Qian Weichang, et dirige le groupe de plasticité, l'un des quatre groupes de recherche de l'institut. En 1958, elle est nommée chef de la Mécanique des solides à la toute nouvelle université des sciences et technologies de Chine. En 1959, elle devient chercheuse principale au sein du premier institut de design du CAS et participe à la conception du lanceur spatial chinois. Elle est élue académicienne de la CAS en 1980 . 
Li a apporté une contribution majeure à la recherche aérospatiale en Chine. En 1956, son article « Comportement général du plastique et méthode de résolution des problèmes de contraintes planes avec symétrie axiale dans la plage de durcissement par déformation compte tenu de la déformation finie » remporte le prix d'État des sciences naturelles, un des plus grands honneurs conférés par le gouvernement de la République populaire de Chine, en science et technologie. En 1959, elle dirige une équipe qui conçoit le premier système chinois de test de charge thermique instantané pour la fusée porteuse de satellites. Dans les années 1970, elle développe une méthode pour analyser les défauts dans les turbomachines aérospatiales et remporte en 1978 le prix de la Réalisation majeure de la CAS. Ses recherches sur les défauts des moteurs l'amènent à se concentrer sur la fatigue des matériaux, qu'elle a étudié jusqu'à l'âge de 80 ans. À partir de 1982, elle organise une conférence nationale biennale sur le sujet. 
Li décède le 19 janvier 2013, à l'âge de 95 ans. 